# Christine-Wilhelmine de Hesse-Hombourg
Christine Wilhelmine de Hesse-Hombourg (30 juin 1653, Bingenheim – 16 mai 1722, Grabow) est une aristocrate allemande.
Elle est la fille aînée de Guillaume-Christophe de Hesse-Hombourg et de sa première épouse Sophie-Éléonore de Hesse-Darmstadt.

## Mariage et descendance
Le 28 mai 1671, elle épouse Frédéric de Mecklembourg-Grabow, fils d'Adolphe-Frédéric Ier de Mecklembourg-Schwerin et de Marie-Catherine de Brunswick-Dannenberg. Ils ont les enfants suivants:
- Frédéric-Guillaume de Mecklembourg-Schwerin (28 mars 1675 - 31 juillet 1713); marié à Sophie-Charlotte de Hesse-Cassel (16 juillet 1678 - 30 mai 1749), fille de Charles Ier de Hesse-Cassel; pas d'enfants.
- Charles-Léopold de Mecklembourg-Schwerin (26 novembre 1678 - 28 novembre 1747); marié à Catherine Ivanovna de Russie (sœur de l'Impératrice Anna); leur fille est la grande-duchesse Anna Leopoldovna de Russie, mère d'Ivan VI de la Russie.
- Christian-Louis II de Mecklembourg-Schwerin (15 mai 1683 - 30 mai 1756); marié à sa cousine, Gustave-Caroline de Mecklembourg-Strelitz; cinq enfants.
- Sophie-Louise de Mecklembourg-Schwerin (16 mai 1685 - 29 juillet 1735); troisième épouse de Frédéric Ier de Prusse; pas d'enfants.